# Pitar sulfureus
Pitar sulfureus is een tweekleppigensoort uit de familie van de Veneridae. De wetenschappelijke naam van de soort is voor het eerst geldig gepubliceerd in 1904 door Pilsbry.